# Placiphorella stimpsoni
Placiphorella stimpsoni is een keverslakkensoort uit de familie van de Mopaliidae. De wetenschappelijke naam van de soort is voor het eerst geldig gepubliceerd in 1859 door Gould.